# Microepidendrum subulatifolium
Microepidendrum subulatifolium – gatunek roślin z monotypowego rodzaju Microepidendrum z rodziny storczykowatych (Orchidaceae). Rośliny występują w Ameryce Środkowej w południowo-zachodnim Meksyku w sezonowo suchym tropikalnym biomie.

## Systematyka
Gatunek sklasyfikowany do podplemienia Laeliinae w plemieniu Epidendreae, podrodzina epidendronowe (Epidendroideae), rodzina storczykowate (Orchidaceae), rząd szparagowce (Asparagales) w obrębie roślin jednoliściennych.